# Santa Úrsula (Dzilam González)
Santa Úrsula es una localidad del municipio de Dzilam González en el estado de Yucatán, México.

## Toponimia
El nombre (Santa Úrsula) hace referencia a la Úrsula.

## Demografía
Según el censo de 2005 realizado por el INEGI, la población de la localidad era de 0 habitantes.
| 16                          | 0 | 3 | 3 | 0 | 0 | 1 | 0 | 0 | 0 | 0 |
| (Fuente: INEGI [Consultar]) |   |   |   |   |   |   |   |   |   |   |